# Bergkirche (Eisenstadt)

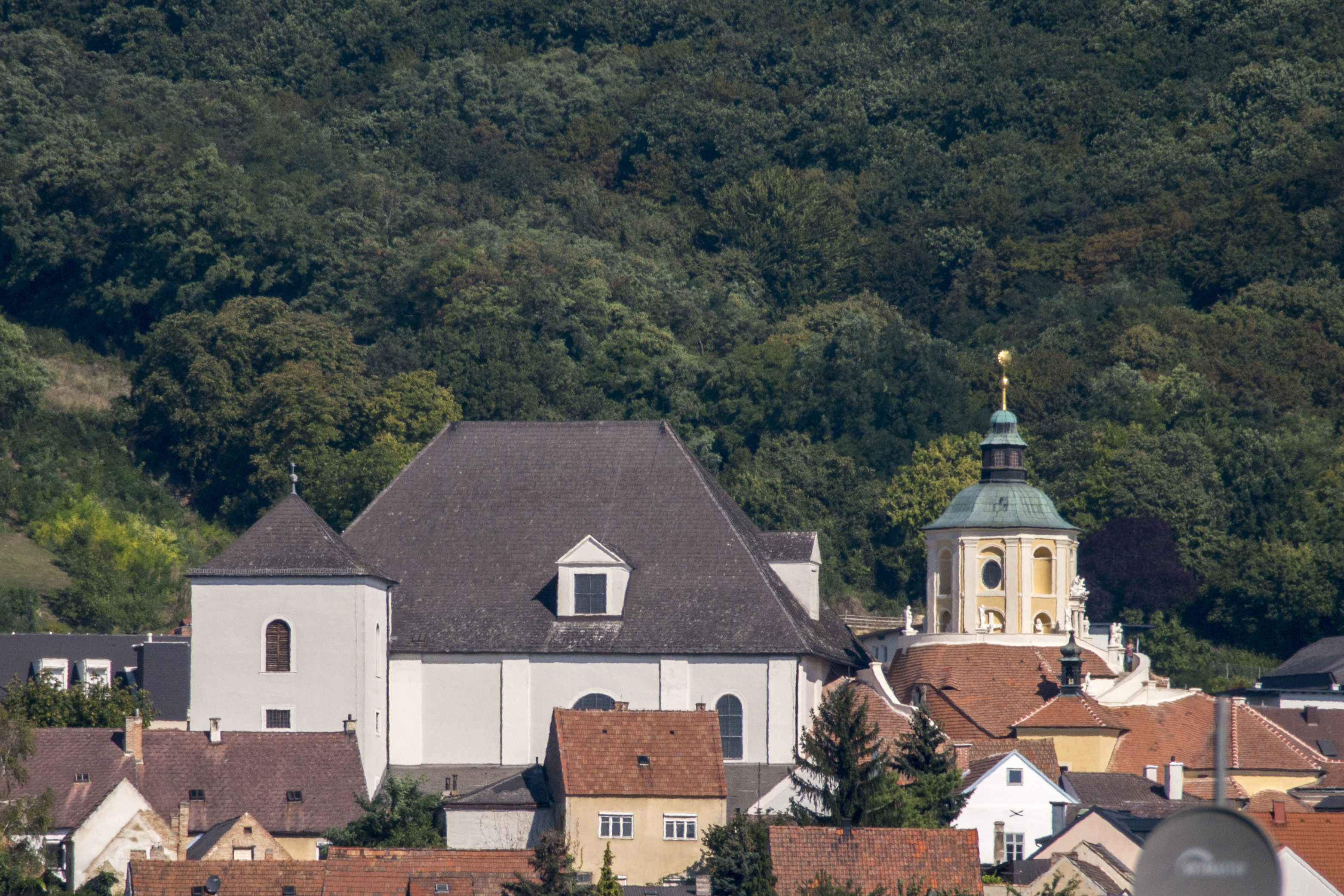
Gesamtansicht der Bergkirche,
rechts die Kreuzkapelle des Kalvarienberges

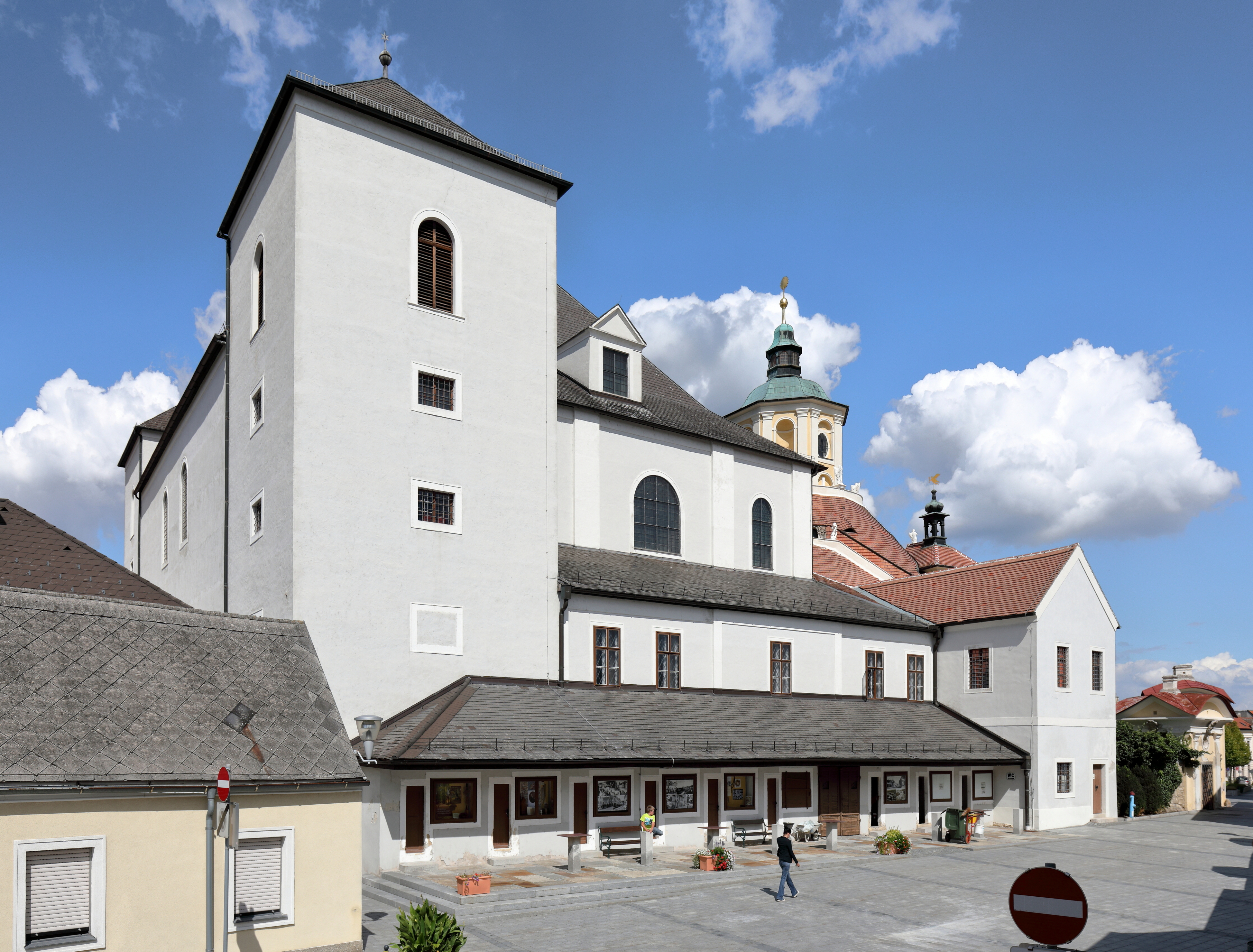
Südansicht der Bergkirche mit ehemaligen Devotionalienläden

Die römisch-katholische Bergkirche Eisenstadt (auch als Haydnkirche oder Kalvarienbergkirche bekannt) steht im Stadtteil Oberberg-Eisenstadt der Gemeinde Eisenstadt im Burgenland. Sie ist dem Fest Mariä Heimsuchung geweiht und gehört zum Dekanat Eisenstadt-Rust in der Diözese Eisenstadt. Das Bauwerk steht unter Denkmalschutz.
Bekannt ist die Kirche für den benachbarten „Kalvarienberg“, einen Wallfahrtsort, der sein Vorbild im Kalvarienberg Maria Lanzendorf hat. Die Bergkirche wird nach Joseph Haydn (1732–1809) auch „Haydnkirche“ genannt. Haydn hat unweit im Schloss Esterházy große Teile seines Lebens als Komponist und Kapellmeister gewirkt. Seit dem Jahr 1932 befindet sich in der Bergkirche das Haydn-Mausoleum, in dem der Sarg des Komponisten Joseph Haydn steht.

## Lagebeschreibung
Die Bergkirche ist westlich an den Kalvarienberg angebaut. Sie liegt an der nach Westen führenden Wiener Straße mit dem Zugang vom Joseph-Haydn-Platz.

## Geschichte

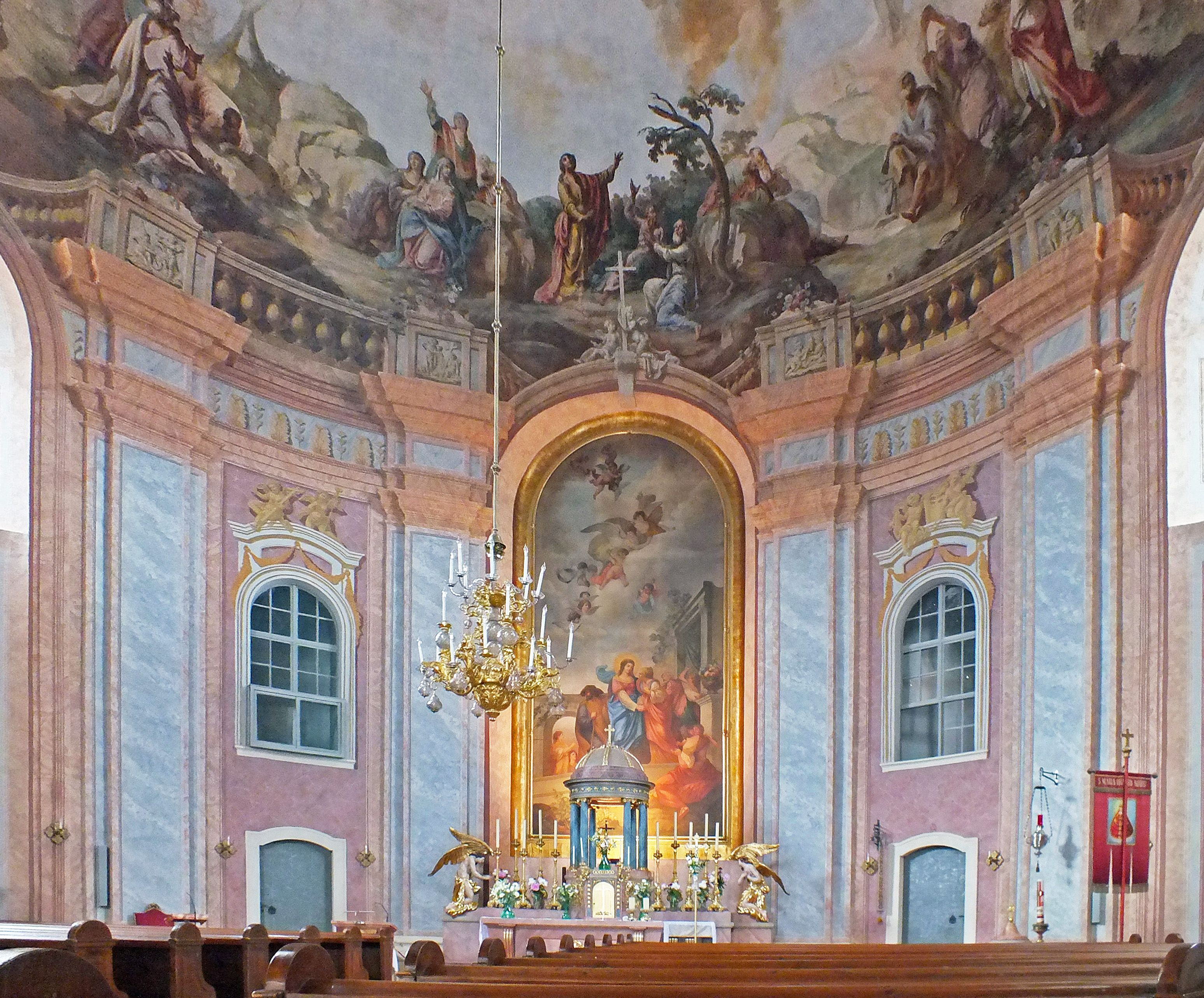
Die Altarseite

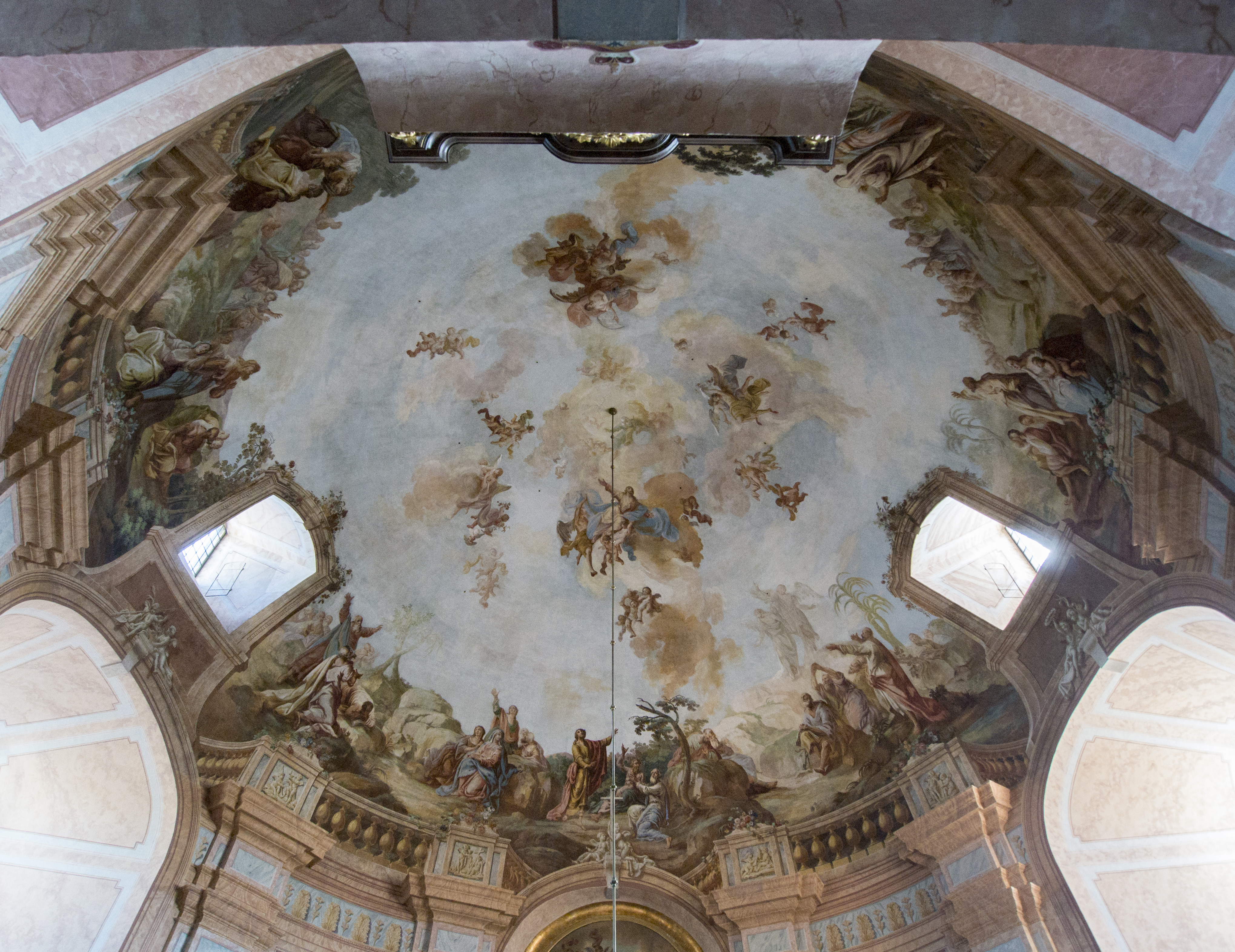
Die Kuppel

Die Kirche wurde von Paul Esterházy (1635–1713) als riesige Wallfahrtskirche geplant. Die Grundsteinlegung erfolgte 1715. Durch mangelndes Interesse der Bauherren kam es zu einer Bauunterbrechung. Unter Nikolaus I. Joseph Esterházy de Galantha erfolgte um 1765 die Weiterführung des Baues und 1803 die feierliche Einweihung. Im Jahr 1880 fand eine Renovierung statt und 1953 wurde das Kirchendach neu gedeckt. Eine weitere Renovierung erfolgte außen und innen im Jahr 1954.

## Architektur
Kirchenäußeres
Die Kirche ist ein vierseitiger Block mit Walmdach. Dem Baukörper ist an der Westseite eine zweigeschoßige Vorhalle mit den anschließenden zwei Turmstümpfen über quadratischem Grundriss vorgelagert. Sie werden durch Zeltdächer abgeschlossen. Südlich ist die Sakristei an die Kirche angebaut. Vor der Sakristei schließen niedrige Hütten zum Devotionalienverkauf an. Die Nordhalle wurde um 1795 errichtet. Diese hat einen flachen Mittelrisaliten über einer Segmentbogentür. Im Risaliten ist das Wappen der Familie Esterházy dargestellt.
Kircheninneres
Der Kirchenraum ist kreisrund mit westlicher Vorhalle und seichten Altarnischen in den drei anderen Rundseiten. Dazwischen sind jeweils zwei hohe Pilaster mit Gebälk auf den Seiten der Türen und Oratoriumsfenster. In der Kuppel sind Lünettenfenster eingeschnitten. Über der Vorhalle ist die Empore, die auf drei Kreuzgratgewölben ruht. Über der Orgel ist ein Korbbogentonnengewölbe.
Das Altarbild „Maria Heimsuchung“ stammt von Stephan Dorfmeister (1729–1797). Das Fresko in der Kuppel von Wolfgang und Christian Köpp aus dem Jahr 1772 stellt „Christi Himmelfahrt“ dar. Es wurde 1889 von P. Müller renoviert und 1954 abermals restauriert.

## Haydn-Mausoleum

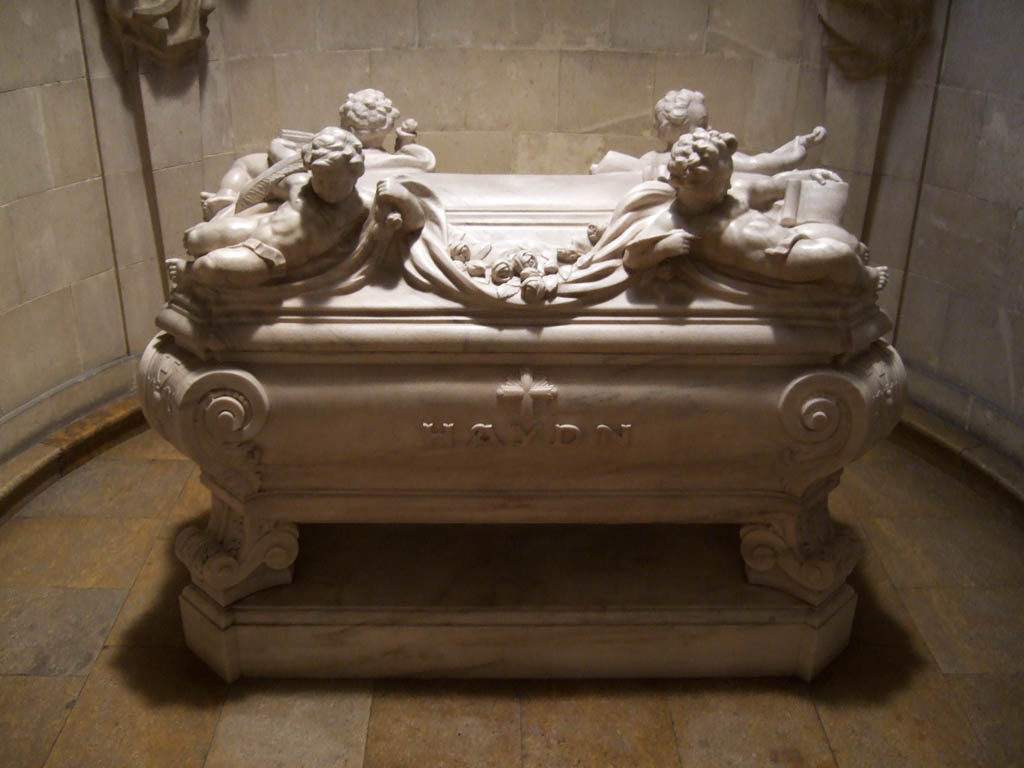
Sarkophag von Haydn

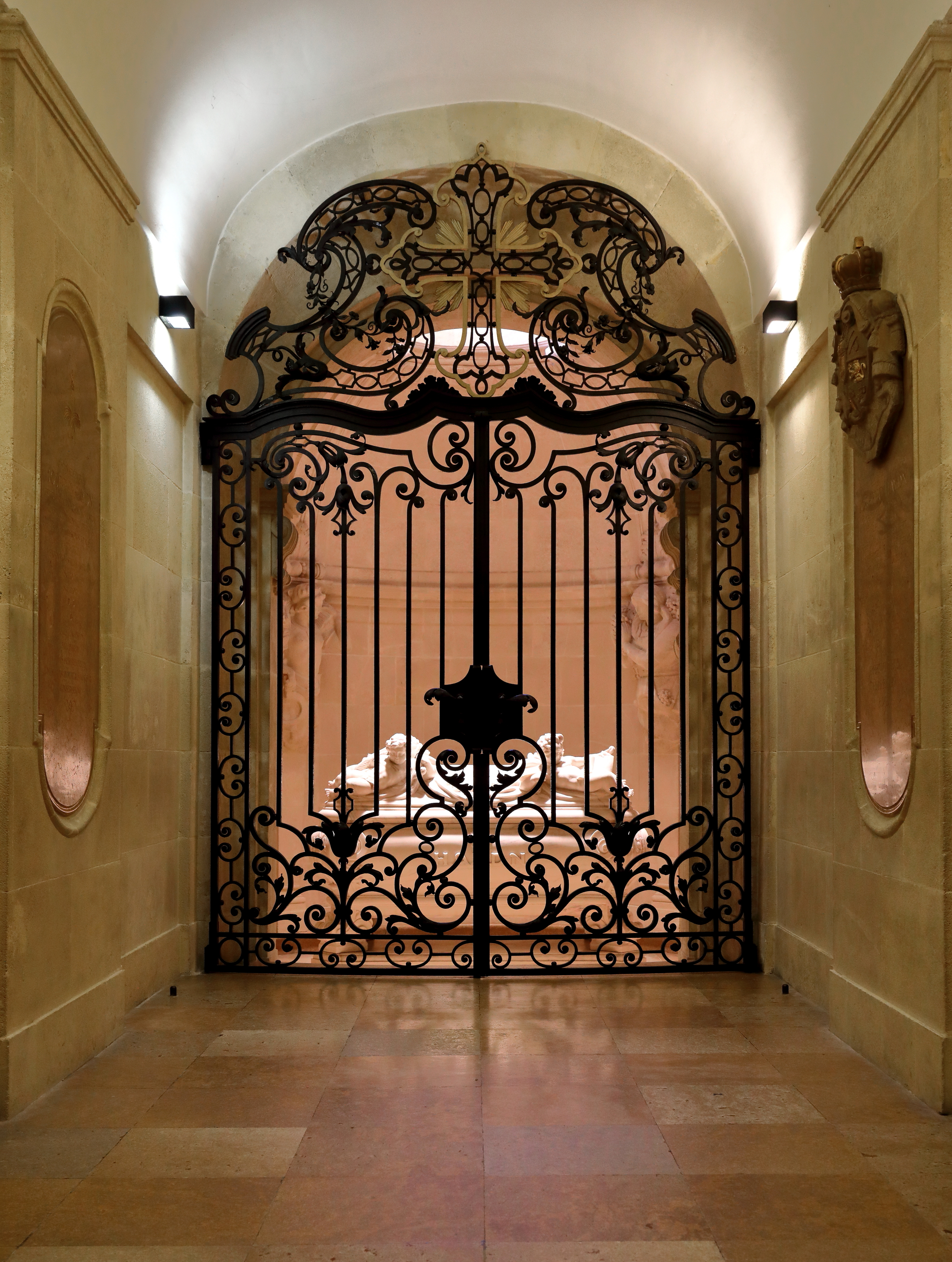
Das Haydn-Mausoleum

Der 1809 verstorbene Joseph Haydn wurde 1820 in Wien exhumiert und nach Eisenstadt in die Bergkirche übergeführt. 1932 ließ Paul Esterházy im linken Seitentrakt der Bergkirche unter dem Nordturm ein Mausoleum errichten, in dem vorerst die Gebeine Haydns bestattet wurden. Der Schädel war jedoch im Besitz der Gesellschaft der Musikfreunde in Wien und nachdem schon einmal eine Rückgabe des Schädels in letzter Minute gescheitert war, konnte erst im Jahr 1954 feierlich der Schädel mit dem Rest der Gebeine vereint werden.
Das Mausoleum wurde nach Plänen des Architekten Franz Kraus errichtet. Die allegorische Darstellungen der vier Jahreszeiten aus St. Margarethener Kalksandstein an der Wand des runden Kuppelraumes sind eine Anspielung auf das Oratorium Joseph Haydns. Den Sarkophag aus weißem Marmor schuf der Bildhauer Oskar Thiede.

## Orgel
1797 wurde von Johann Gottfried Malleck (1733–1798), einem Wiener Orgelbauer, eine Orgel nach der von Joseph Haydn vorgegebenen Disposition, eingebaut (Haydn-Orgel). Sie wurde 1950 von Rieger Orgelbau umgebaut, 1993 von der Orgelbauwerkstatt Karl Schuke restauriert und besitzt nunmehr 34 Register auf drei Manualen und Pedal. Die Disposition lautet:
| I Hauptwerk C–g3 |             |       |
| 1.               | Principal   | 8′    |
| 2.               | Flöte       | 8′    |
| 3.               | Quintatön 0 | 8′    |
| 4.               | Oktave      | 4′    |
| 5.               | Flöte       | 4′    |
| 6.               | Fugara      | 4′    |
| 7.               | Quinte      | 2 ⁄3′ |
| 8.               | Oktave      | 2′    |
| 9.               | Mixtur IV   | 1 ⁄3′ |

| II Brustwerk C–g3 |            |       |
| 10.               | Koppel     | 8′    |
| 11.               | Principal  | 4′    |
| 12.               | Gedackt    | 4′    |
| 13.               | Oktave     | 2′    |
| 14.               | Cimbel II0 | 2⁄3′  |
| 15.               | Quinte     | 1 ⁄3′ |

| III Schwellwerk C–g3 |            |         |
| 16.                  | Gedackt    | 16′     |
| 17.                  | Gemshorn 0 | 08′     |
| 18.                  | Rohrflöte  | 08′     |
| 19.                  | Spitzflöte | 04′     |
| 20.                  | Principal  | 04′     |
| 21.                  | Nassat     | 02 ⁄3′  |
| 22.                  | Gemshorn   | 02′     |
| 23.                  | Terzian II | 01 3⁄5′ |
| 24.                  | Mixtur V   | 02′     |
| 25.                  | Trompete   | 08′     |

| Pedal C–f1 |                 |        |
| 26.        | Principal       | 16′    |
| 27.        | Subbaß          | 16′    |
| 28.        | Oktavbaß        | 08′    |
| 29.        | Gedacktbaß 0    | 08′    |
| 30.        | Choralbaß       | 04′    |
| 31.        | Rauschquinte II | 02 ⁄3′ |
| 32.        | Mixtur III      | 01 ⁄3′ |
| 33.        | Fagott          | 16′    |
| 34.        | Posaune         | 08′    |

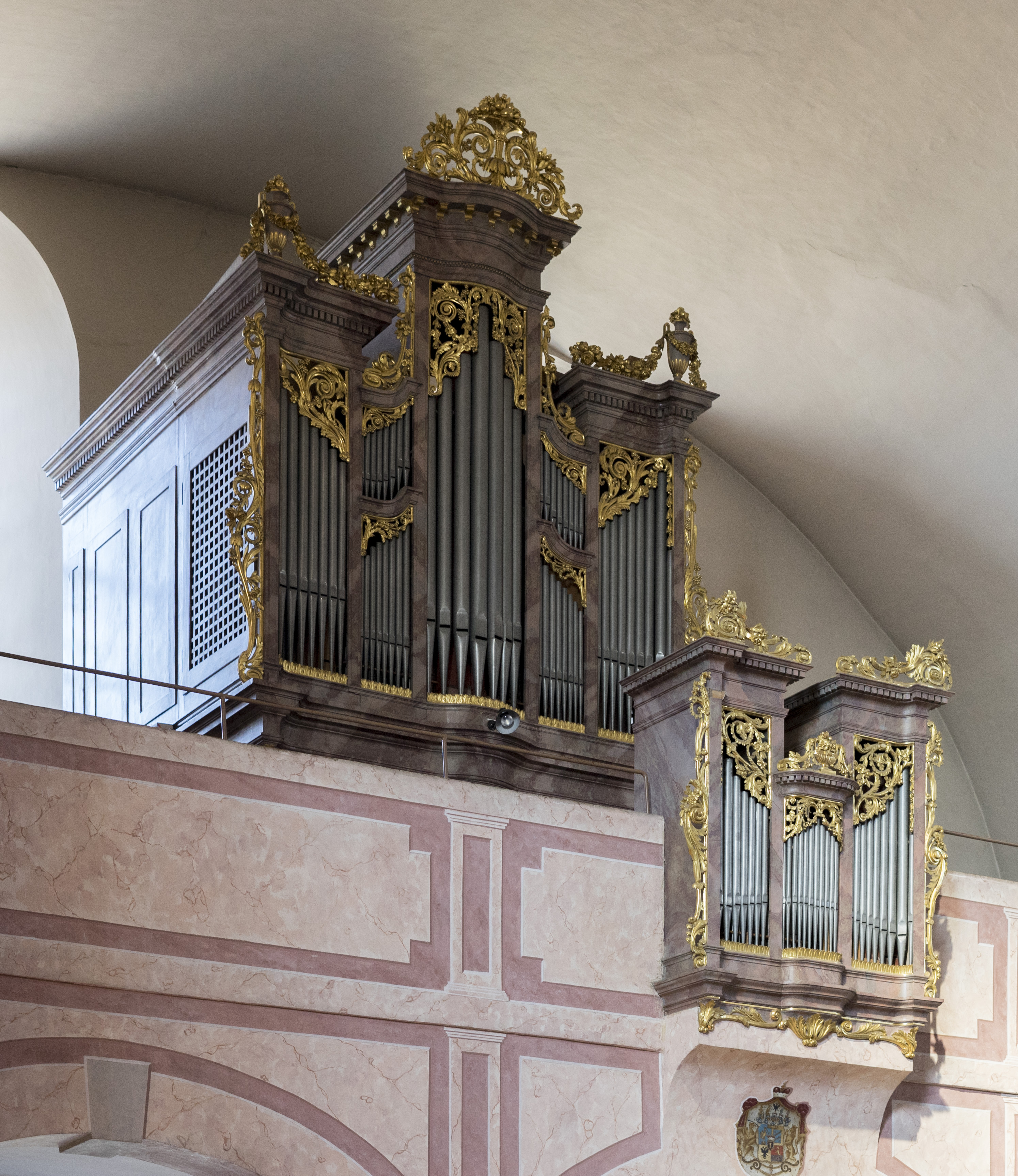
Die „Haydnorgel“

- Koppeln: II/I, III/I, III/II, I/P, II/P, III/P